# NGC 2671
NGC 2671 ist die Bezeichnung für einen offenen Sternhaufen im Sternbild Segel des Schiffs. NGC 2671 hat einen Durchmesser von 5 Bogenminuten und eine scheinbare Helligkeit von 11,6 mag. Das Objekt wurde am 1. Mai 1826 von James Dunlop entdeckt.